# Neptidopsis pseudoplatyptera
Neptidopsis pseudoplatyptera är en fjärilsart som beskrevs av Embrik Strand 1912. Neptidopsis pseudoplatyptera ingår i släktet Neptidopsis och familjen praktfjärilar. Inga underarter finns listade i Catalogue of Life.